# Chlorion hemipyrrhum
Chlorion hemipyrrhum är en biart som först beskrevs av Frédéric Jules Sichel 1863.  Chlorion hemipyrrhum ingår i släktet Chlorion och familjen grävsteklar. Inga underarter finns listade i Catalogue of Life.